# Камербанд

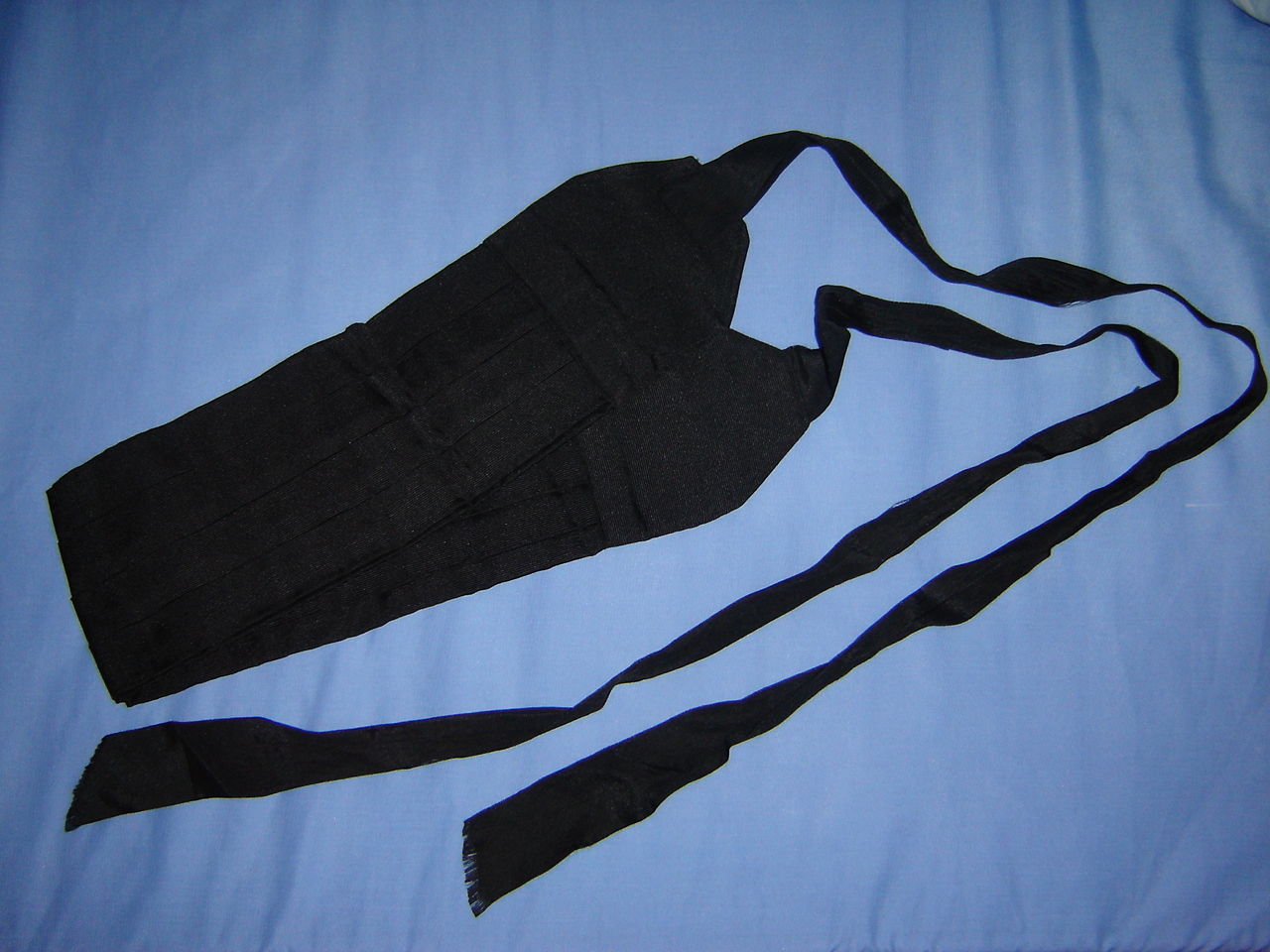
Чорний камербанд з отоману

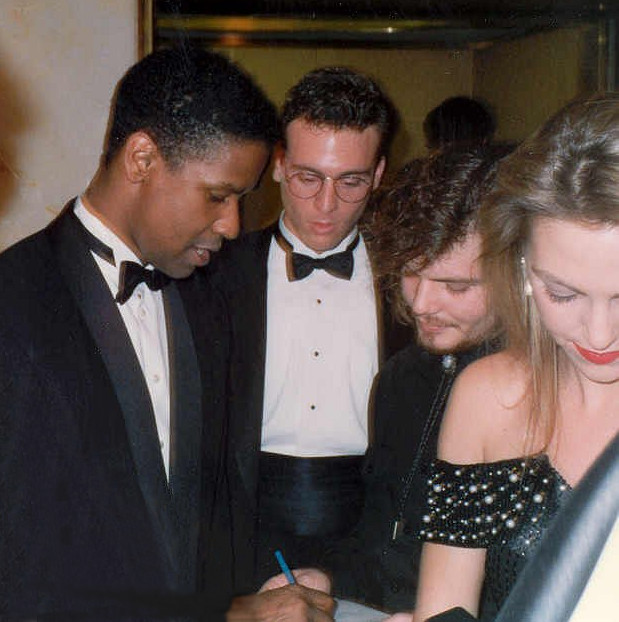
Чоловік з камербандом (у центрі позаду)

Ка́мербанд (англ. cummerbund) — широкий чоловічий пояс, зазвичай плісований, який носять зі смокінгом.

## Походження
Камербанд веде походження з азійського одягу, цей елемент був запозичений у місцевого населення Індії британськими офіцерами. Саме слово cummerbund, уперше засвідчене в 1616 р., походить від гінді कमरबंद < перс. کمربند, утвореного від کمر («талія») + بند («строп», «обв'язка»). Первісно камербанд був складовою військової форми, як альтернатива жилету, потім перейшов і до цивільного гардеробу. Наприкінці XIX — початку XX ст. він також був елементом спортивної екіпіровки гімнастів і єдиноборців.

## Опис
Первісно камербанд міг існувати у дуже різноманітних кольорових рішеннях. Ставши елементом неформального «палильного костюму», він набув чорного кольору, іноді допускався блакитний і каштановий.
Зараз камербанд грає чисто декоративну роль, забезпечуючи візуальний перехід від сорочки до поясного ременя. Закріплюється на талії позаду: за допомогою зав'язок, пряжки або липучки.
Зараз спостерігають і неформальне носіння кольорових камербандів, разом з кольоровими метеликами. Також кольорові камербанди можуть носити з фраком у не зовсім формальній обстановці, надягаючи його замість традиційного пікейного жилета. Такий костюм трапляється, головним чином, у музикантів.
Також існують варіанти військового камербанда для плитоносок, рідко для бронежилетів.